# Sceau du Wisconsin
Le Secrétaire d'État est le gardien du grand sceau du Wisconsin.
Le Sceau de l'État du Wisconsin contient le blason de l'État.
- En haut on peut lire la devise de l'État "Forward" (Envoyez)
- En dessous de la devise est représenté l'animal officiel de l'État : le blaireau américain
- Les supportants sont un marin et un yeoman; mais dans l'esprit de contrariété ce dernier est représenté comme un mineur. Ils représentent l'agriculture et la pêche, les deux plus grandes industries de l'État.
- À l'intérieur du Bouclier :
  - Le fait de labourer, en représentant les fermiers du Wisconsin.
  - La pioche et la bêche, conformément à l'industrie minière du charbon et du fer importante dans le Wisconsin au moment de sa fondation.
  - Un bras et un marteau représentant des artisans et des manœuvres.
  - Une ancre, représentant de nouveau l'industrie maritime.
  - En son centre le grand sceau américain en incluant la devise E Pluribus Unum.
- plus bas :
  - Une corne d'abondance représentant l'abondance de l'État.
  - Les 13 lingots de plomb, représentent la richesse minérale de l'État et les 13 États originaux.